# Rhacophorus hoanglienensis
Rhacophorus hoanglienensis és una espècie de granota que es troba a Vietnam i, possiblement també, a la Xina.
Està amenaçada d'extinció per la pèrdua del seu hàbitat natural.